# Луїс Сід
Луїс Сід (ісп. Luis Cid, 9 грудня 1929, Альяріс — 13 лютого 2018, Альяріс) — іспанський футболіст, що грав на позиції нападника. По завершенні ігрової кар'єри — тренер.

## Ігрова кар'єра
У дорослому футболі дебютував 1949 року виступами за команду «Оренсана», в якій провів три сезони, взявши участь у 65 матчах Сегунди, після чого за результатами сезону 1951/52 клуб вилетів з другого дивізіону і був розформований.
Натомість Луїс приєднався до іншого галісійського з Сегунди «Расінга». Відіграв за клуб з Ферроля наступні два сезони своєї ігрової кар'єри. У складі «Расінга» був одним з головних бомбардирів команди, маючи середню результативність на рівні 0,44 голу за гру першості.
1954 року уклав контракт з клубом «Реал Ов'єдо», у складі якого провів наступні два роки своєї кар'єри гравця. В обох сезонах клуб був близький до виходу в Прімеру, але програвав у плей-оф.
Завершив професійну ігрову кар'єру у клубах третього іспанського дивізіону «Бургос» та «Картахена».

## Кар'єра тренера
1961 року «Картахена» вийшла до Сегунди, після чого Сід став її головним тренером. Він досяг порятунку протягом першого сезону, але в другому команда виступала гірше і за в 8 турів до кінця чемпіонату Сід був звільнений, а команда вже без нього понизилась у класі.
Після цього Луїс очолював клуби Сегунди «Європа», «Лангрео» та «Спортінг» (Хіхон). З останнім з них 1970 року він зайняв перше місце та вийшов до Прімери. Одним з головних відкриттів Сіда став молодий форвард хіхонців Кіні, що з 22 голами став найкращим бомбардиром другого дивізіону. У дебютному для себе дивізіоні в Ла Лізі Луїс привів команду до рятівного 15 місця, але у другому сезоні після 17 турів був звільнений.
Згодом протягом 1972—1976 років очолював тренерський штаб іншого клубу з Прімери «Реал Сарагоса». Перший сезон з арагонським клубом Сід закінчив на восьмому місці. У наступному сезоні 1973/74  «Реал Сарагоса» закінчив чемпіонат на третьому місці, позаду лише «Барселони» та «Атлетіко Мадрид», а у сезоні 1974/75 років клуб досяг свого найкращого результату, ставши віце-чемпіоном Іспанії, поступившись лише «Реал Мадриду». У цьому сезоні Сід також дебютував як тренер у Кубку УЄФА. Останній сезон у клубі 1975/75 клуб закінчив на дуже низькому 14 місці, після чого Луїс Сід покинув клуб.
1976 року прийняв пропозицію попрацювати у клубі «Севілья». Після трьох сезонів з андалузьким клубом він підписав контракт з її головними суперниками, клубом «Реал Бетіс», де залишився там протягом двох сезонів. 
У сезоні 1981/82 очолював «Атлетіко», але пропрацював в столичному лише одинадцять турів, після чого був звільнений. На той момент команда перебувала у передостанньому місці.
З 1982 року по сезону очолював клуби Сегунди «Ельче» та «Сельта Віго», після чого по ходу сезону 1984/85 року повернувся в «Реал Бетіс», де очолював клуб у останніх 7 матчах, зайнявши з клубом рятівне 14 місце. Проте по ходу наступного сезону був звільнений. 
Згодом 1987 року недовго очолював клуб Сегунди «Фігерас», а останнім місцем тренерської роботи був клуб Сегунди Б «Оренсе», головним тренером команди якого Луїс Сід був недовго протягом 1990 року.
Помер 13 лютого 2018 року на 89-му році життя у місті Альяріс.

## Титули і досягнення

### Як тренера
- Переможець Сегунди: 1969-70